# Rafael Paulo Glaeser
Rafael Paulo Glaeser, meglio noto con lo pseudonimo Alemão Glaeser, (Caxias do Sul, 21 ottobre 1982), è un giocatore di calcio a 5 brasiliano naturalizzato italiano.

## Carriera

### Club

#### Gli inizi
Soprannominato "Alemão" per via delle origini tedesche del padre e la capigliatura bionda, è un pivot che fa del fisico il proprio punto di forza. Abile nel gioco di sponda, è dotato di una grande velocità nello stretto nonostante la mole imponente. Fin dall'infanzia alterna il calcio al calcio a 5: gioca quindi nel settore giovanile di Caxias, AABB, nel Vasco da Gama di Caxias do Sul e infine nell'UCS, con cui debutta nella Liga Futsal. Entrato nel giro della selezione paranaense, inizia la stagione 2003 nel Foz Futsal con la cui maglia mette a segno 18 gol in 10 partite nel campionato paranaense ma già in estate si trasferisce al Miracolo Piceno militante nella Serie A2 italiana.

#### In Italia
557 goals in 379 partite ufficiali in Italia (ultimo aggiornamento Stagione 2022/23). 
-Diaz Bisceglie - serie B - 35 gol in 25 partite ufficiali 
-Atletico Cassano - serie B/A2 - 142 gol in 127 partite ufficiali
-Thiene/Zanè calcio a 5 - serie A2 - 18 Goals in 19 partite ufficiali
-Miracolo Piceno - serie A2 - 108 Goals in 52 partite ufficiali
-Real Rieti - serie A - 2 Goals in 4 partite ufficiali
-Cogianco Genzano Futsal - serie B/A2 - 93 Goals in 55 partite ufficiali
-Augusta calcio a 5 - serie A - 9 Goals in 11 partite ufficiali
-G.S. Giovinazzo Calcio a 5 - serie A2 - 33 Goals in 19 partite
-Dese/Venezia C5 - serie A2 - 11 Goals in 11 partite ufficiali
-Perugia c5 - serie A - 9 Goals in 10 partite ufficiali
-Marca Futsal - serie A/A2 - 94 Goals in 50 partite ufficiali
-Arzignano Grifo - serie A - 3 Goals in 3 partire ufficiali
Ad Ascoli Alemão realizza 107 gol in appena due anni, vincendo nella stagione 2004-05 la classifica dei marcatori di Serie A2 grazie alle 61 reti siglate in 25 incontri. Nel 2005 viene acquistato dall'Arzignano Grifo con cui debutta in Serie A; a causa dello scarso utilizzo (con i biancorossi gioca appena 3 partite causa una squalifica dalla precedente stagione), nella finestra invernale dei trasferimenti viene ceduto alla Marca Trevigiana in Serie A2 con cui raggiunge la finale dei play-off promozione. La stagione seguente vince per la seconda volta la classifica marcatori, trascinando con 52 reti in Campionato la Marca alla vittoria del campionato e in seguito alla semifinale dei play-off scudetto, traguardo mai centrato da una formazione di serie A2.
Nonostante lo straordinario rendimento, la stagione successiva viene ceduto in prestito prima al Perugia in Serie A e quindi da dicembre al Dese in Serie A2. L'annata opaca è riscattata nella stagione 2008-09 quando vince nuovamente la classifica marcatori della Serie A2, questa volta con la maglia del Giovinazzo. Nell'estate del 2009 accetta di scendere di categoria per sposare la causa della Cogianco Genzano con cui vince immediatamente la Coppa Italia di Serie B e il campionato. Vince anche la classifica cannonieri della Serie B con 49 reti davanti al pivot del Latina Lucas Maina. Al termine del biennio a Genzano Alemão avrà realizzato 91 gol complessivi, ottenendo dal presidente Giannini la rescissione del contratto per potersi confrontare nuovamente con il campionato di Serie A. Accasatosi all'Augusta, il pivot mette a segno 8 gol in 14 apparizioni, non riuscendo a impedire la retrocessione dei megaresi. Nelle nove stagioni disputate in Italia Alemão ha realizzato 370 gol in 233 incontri ufficiali.

#### Le ultime stagioni
Conclusa l'esperienza in Sicilia, nell'agosto 2012 il pivot si accorda con il Guerreros del Lago, con cui disputa la fase finale del campionato venezuelano. Conclusa la stagione fa ritorno in patria, accordandosi con l'Ibirubá, dove rimane per due anni. Nel dicembre 2014 il Real Rieti comunica l'acquisto del giocatore, chiamato a sostituire il connazionale Chimanguinho ceduto all'Asti. Nella stagione 2015-16 gioca con Thiene in A2 segnando 12 gol in 19 incontri. Nella stagione 2016/17 inizia la sua avventura con la maglia dell'Atletico Cassano, con cui in 4 stagioni ha collezionato 112 reti in 87 partite ufficiali, una promozione dalla Serie B alla Serie A2 alla sua seconda stagione con la squadra pugliese ed alla terza stagione ha perso la finale playoff per andare alla massima serie contro il Mantova.
6 Stagioni con l'Atletico Cassano dove Alemao Glaeser realizza 142 goals in 127 parrite ufficiali.La Squadra Cassanese non si iscrive nei Campionati Nazionali della Stagione 2022/23 e Alemao Glaeser viene ingaggiato dalla Società Diaz Bisceglie dove realizza 35 goals in 25 partite ufficiali.

### Nazionale
Di origini italiane da parte di madre, Alemão è stato convocato da Alessandro Nuccorini nella Nazionale di calcio a 5 dell'Italia in occasione delle doppie amichevoli giocate nell'autunno del 2005 contro Paraguay e Russia.
Nel maggio del 2016 veste la maglia della Nazionale Italiana della Federazione Italiana Football Sala dove è inserito nei 12 convocati per il Campionato Europeo Russia 2016.
Nell'aprile del 2019 sempre con la maglia della Nazionale Italiana della Federazione Italiana Football Sala partecipa al "MUNDIAL FUTSAL AMF 2019" in Argentina dove realizza 6 goal in 4 partite (Contro Sud Africa, Argentina, Australia ed Uruguay).

## Palmarès

### Competizioni nazionali
- Campionato di Serie A2: 1

Marca Trevigiana: 2006-07
- Campionato di Serie B: 1

Cogianco Genzano: 2009-10
- Coppa Italia di Serie B: 1

Cogianco Genzano: 2009-10

### Individuale
- Capocannoniere della Serie A2:

Miracolo Piceno: 2004-05 (61 gol)
Marca Trevigiana: 2006-07 (52 gol)
Giovinazzo: 2008-09 (33 gol)
- Capocannoniere della Serie B:

Cogianco Genzano: 2009-10 (49 gol)
- Capocannoniere della Coppa Italia Serie B:

Cogianco Genzano: 2009-10 (15 gol)